# Мирович Василь Якович
Мирович Василь Якович (рос. Мирович Василий Яковлевич; нар. близько 1739–1740 в Тобольську — пом. 15 вересня 1764, Санкт-Петербург) — підпоручик 25-го Смоленського піхотного полку, збіднілий нащадок колись-то знатного українського козацько-старшинського роду, який у липні 1764 року здійснив спробу державного перевороту, намагаючись звільнити ув'язненого в Шліссельбурзькій фортеці Івана Антоновича, колишнього імператора, та посадити його на російський трон замість Катерини II.          
Затія кінчилась смертю в'язня, оскільки тюремна сторожа мала таємний і суворий припис іще Єлизавети Петрівни убити Івана в разі втечі. Самого Мировича згодом прилюдно обезголовили.        

## Життєпис

### Походження
Дід Василя, Федір Іванович, був генеральним бунчужним в гетьмана Івана Мазепи й залишився з ним до кінця, а відтак емігрував. Його діти, Петро та Яків, із матір'ю Ганною Полуботок жили до 1723 р. у сім'ї дядька, пізніше в Санкт-Петербурзі, а по його смерті — «на наемных разных квартерах». Пів року вчились в академії, але через скруту покинули навчання. Опісля Яків став секретарем графа Антонія Потоцького, литовського посла до Росії. Разом із ним він їздив 1731 р. у Польщу, де навідував батька. В 1735 р. Я. Мировича призначили воєводою в Кузнецьку Сибірської губернії.

### «Шлиссельбургская нелепа»
У липні 1764 року Мирович, будучи офіцером караульної команди в Шліссельбурзькій фортеці, намагався здійснити палацовий переворот з метою скинення з престолу Катерини II і проголошення імператором Івана VI Антоновича. Спроба перевороту, можливо, була спричинена прагненням Мировича, посадивши на престол Івана VI, який перебував в ув'язненні у фортеці, домогтися розширення політичної автономії України. Уночі проти 5 липня 1764 року група солдатів на чолі з Мировичем захопила фортецю. Однак на цей час офіцери внутрішньої варти, відповідно до інструкції Катерини II, вже вбили Івана VI.

### Страта
Мировича заарештували і за вироком Сенату 15 вересня 1764 стратили у Петербурзі.

## У літературі
- «Бунт» Мировича став темою роману російського письменника українського походження Григорія Данилевського «Мирович».